# تپه قندپری
تپه قندپری مربوط به عصر مفرغ - عصر آهن است و در شهرستان مانه و سملقان، بخش مانه، ۱ کیلومتری جنوب غربی روستای کیکانلو واقع شده و این اثر در تاریخ ۱۸ شهریور ۱۳۸۷ با شمارهٔ ثبت ۲۳۱۷۲ به‌عنوان یکی از آثار ملی ایران به ثبت رسیده است.